# Ripiphorus linearis
Ripiphorus linearis is een keversoort uit de familie waaierkevers (Rhipiphoridae). De wetenschappelijke naam van de soort is voor het eerst geldig gepubliceerd in 1866 door Leconte.